# Рулет (филм)
Рулет је  амерички трилер из 2012. режиран од стране Гејба Тореса, написан од стране Тимоти Мениона, са Стивеном Дорфом у главној улози.

## Прича
Џереми Реинс, специјални агент Тајног Сервиса САД који је председнички чувар, је дрогиран, киднапован и заробљен у стакленој кутији, тамном гепеку аутомобила. Прво Џереми мисли да је ово шала од људи којима дугује новац за коцкање, али он убрзо сазнаје да је истина далеко више злокобна. Џереми почиње да трпи психичке и физичке тортуре док терористи покушавају да извуку информације од њега. Њима потребна информација је локација тајног бункера, који је добио име "рулет", У њега се председник и потпредседник сакрију за време националне узбуне.
Једини Џеремијев контакт је Хенри, још један талац,који је такође закључан у гепеку аутомобил; оба таоца имају тајмере у гепеку који одбројавају. Терористи су оставили старе радије у гепеку, да им омогуће да Џереми и Хенри комуницирају међусобно. Кроз дуге разговоре, Џереми сазнаје да је аутомобил заправо бомба, и да су тренутно у држави Мериленд путујући ка Вашингтону, аутомобил је скоро заустављен од стране полиције и настаје веома брза потера,али Џереми није спашен иако је кутија упуцана.  Џеремија муче сваки пут када бројач достигне нулу, у једном тренутку пчеле су пуштене у његову кутију, јер је алергичан на уједе пчела. Међутим, терористи су му дали Епи-игле за инјекције, које му спасавају живот: он треба им жив. Терористи су такође отели његову бившу супругу, Моли, и држе је у другом гепеку. Након издржавања оноликог стреса, Џереми и даље не да локацију. Након последњег одбројавања до нуле, Џеремијева стаклена кутија почиње да се пуни течношћу. Након што се скоро удавио, Џеремија је извукао неко, за кога је откривено да је Хенри.
Испада да је цела ситуација је била покушај да се вежбе, да ли ће Џереми испричати све или не. Свакога кога је видео, или је био у контакту са њим је био присутан, заједно са својим воки-токијима, који су навикли да играју своје улоге. Џереми пада од своје ране и ставили су га у кола хитне помоћи са Моли. На путу у болницу, он види споменик Вашингтону кроз прозор и кикоће се. Приметивши то, Моли гледа у прозор и упита „ Да ли је код споменика Рулет",али Џереми то негира и даје јој веренички прстен, тражећи од ње да се уда за њега. Када она каже да су већ у браку, Џереми се осмехује и пита је да се уда за њега поново. Након што се пољубе, Моли стави лисице на њега на колицима и повлачи за собом жица од њене кошуље. Откривајући се као терористи, Моли и Хенри су рекли преко радија да имају локацију,сада када су га ставили у лажан осећај безбедности и рекли су да Џереми треба да буде убијен. Како Моли држи гас-маску на Џеремијевом лицу, филм се затамњује до црне..

## Улоге
- Стивен Дорф као Џереми Реинс
- Чајлер Леј као Моли Реинс
- Борн Џуниор као Хенри Шау
- Том Беренджер, као Бен Рејнолдс
- Пруит Тејлор Вајнс, као возач (глас)
- Семи Шеик, као Марко (глас)
- Кент Шокнек као водитељ вести Џек Стерн (глас)

## Израда
Снимање филма је одржано у Калифорнији, углавном у Северном Холивуду, користећи камеру Црвена Један

## Пријем
Трули Парадајз наводи да је 44% од 25 испитаника критичару дали филму позитиван преглед; просечна оцена је 5/10. Метакритикс га је оценио 38/100, засновано на једанаест коментара. Стивен Холден из Њујорк Тајмса написао је да филм има свој „имам те (преварио сам те) " крај. Глен вип из Лос Анђелес Тајмса написао је да преокрети у филму негирају све што је дошло пре њих Роберт Келер,из Веритија је написао да скрипта „оставља публику под осећајем да су преварени", али Дорф "у потпуности крши" улоге. Све у свему, прва половина филма је била за похвалу,али многи су мислили да је други део био беспотребан.
Филм је у поређењу са филмом Сахрањен са Рајаном Рејнолдсом у главној улози, сличан по тематици